# Allophyllum
Allophyllum é um género botânico pertencente à família Polemoniaceae.
São nativas da América do Norte ocidental.

## Espécies
- Allophyllum capillare
- Allophyllum divaricatum
- Allophyllum gilioides
- Allophyllum glutinosum
- Allophyllum integrifolium
- Allophyllum leptaleum
- Allophyllum natalensis
- Allophyllum nemophilophyllum
- Allophyllum sinistrum
- Allophyllum tenerrimum
- Allophyllum violaceum